# Thalassoma cupido
Thalassoma cupido е вид лъчеперка от семейство Labridae.

## Разпространение
Видът е разпространен в Провинции в КНР, Тайван, Южна Корея и Япония.